# Antônio Maria Belchior
Antônio Maria Belchior (Cachoeira, 1839 - Cachoeira, 14 de janeiro de 1904), também chamado de Salacó foi um babalorixá brasileiro.

## Biografia
Filho de Belchior Rodrigues Moura e de Maria Motta, Antônio Maria Belchior nasceu em 1839, na cidade de Cachoeira.
Com a morte de seu pai, em 1855, passou a ser criado legalmente por Manoel Joaquim Ricardo, Talabi, de quem recebeu o hieromônimo de Salacó, aquele que fica na pureza. Com as constantes viagens de Talabi, começou a assumir as tarefas à frente da Casa e dos negócios em parceria com Damázio, filho legitimo de Manoel Joaquim Ricardo. E em 1863, assumiu a Casa de Oxumarê como babalorixá, mais uma vez com o apoio de Damázio e Olavo.
Damázio e Olavo eram os herdeiros legítimos de Talabi e deram continuidade as atividades do pai, inclusive nos negócios no continente africano. Portanto, em Salvador, era Antônio Maria Belchior, Salacó que tomava conta de todas as ações da Casa de Oxumarê e do comércio no mercado de Santa Barbára.
Salacó era de Dadá, um orixá da família de Xangô, mas foi quem introduziu o culto a Dan na Casa de Oxumarê. Morava em Cachoeira, mas devido as suas atividades comerciais e religiosas estava sempre em Salvador. Tinha uma rivalidade acirrada com seu irmão José Maria Belchior, conhecido como Zé do Brechó, também filho de santo de Talabi. Ainda hoje, existe uma lenda que de dois grandes feiticeiros que mesmo depois de mortos continuaram brigando, que é uma referência a eles dois.
Salacó morreu em 14 de janeiro de 1904, na cidade de Cachoeira e foi enterrado por seu sobrinho Juvenal de Souza Castro, filho de Maria Aniseta. Antes de morrer, Salacó fez o santo de Antônio Manuel Bonfim, este que seria o seu sucessor na casa de Oxumarê.